# Joan Calvet i Taulé
Joan Calvet i Taulé (Barcelona, 12 de diciembre de 1832 - Barcelona, 24 de febrero de 1863) fue un reconocido compositor de música religiosa y organista español.

## Biografía
A los doce años Joan Calvet fue aceptado como cantor del coro de la iglesia Nuestra Señora del Pi, en Barcelona, donde se formó con el maestro Josep Rodés. Estudió composición i empezó a estudiar órgano con Josep Sabater y Pere Ganelli, lo que más adelante se convirtió en su vocación.
El 1857, a los 25 años, se presentó a las oposiciones de magisterio en la misma iglesia donde estudió. Los miembros del tribunal, compuesto por Quintana, Puig y Manet, le otorgaron la plaza en primera posición pero la decisión no fue tan fácil, ya que los encargados de firmar el nombramiento le dieron el cargo al aspirante que quedó en segundo puesto. Calvet presentó un pleito contra el tribunal pero el proceso resultó traumático e infructuoso. Finalmente fue nombrado organista en el monasterio de Santa Clara, que rigió hasta su traspaso.
Se conservan obras suyas de diversos estilos al Archivo Musical del Monasterio de Montserrat y a las fuentes musicales de Santa María del Pi y de la catedral-basílica del Sant Esperit de Tarrasa.